# Grammy Award du meilleur album R&B
Le Grammy Award du meilleur album R&B (Grammy Award for Best R&B Album) est un prix décerné aux Grammy Awards depuis 1995.
Entre 2003 et 2011, cette récompense fut subdivisée en deux catégories: Meilleur Album R&B Contemporain pour récompenser un album RnB orienté vers le Hip-hop, et Meilleur Album R&B pour distinguer un album plus traditionnel et moins électro.
Alicia Keys et John Legend, trois fois lauréats, détiennent le record de victoires. Mary J. Blige a au total été nommé six fois.

## Lauréats
Voici la liste des albums récompensés et des lauréats,.

### Années 1990
- 1995
  - II de Boyz II Men : Boyz II Men (Michael McCary, Nathan Morris, Wanya Morris, Shawn Stockman, artistes)
- 1996
  - CrazySexyCool de TLC : TLC (Lisa « Left Eye » Lopes, Rozonda « Chilli » Thomas, Tionne « T-Boz » Watkins, artistes)
- 1997
  - Words de Tony Rich : Tony Rich (artiste)
- 1998
  - Baduizm d'Erykah Badu : Erykah Badu (artiste)
- 1999
  - The Miseducation of Lauryn Hill de Lauryn Hill : Lauryn Hill (artiste, production) - Comissioner Gordon & Tony Prendatt (enregistrement et mixage)

### Années 2000
- 2000
  - FanMail de TLC : TLC (Lisa « Left Eye » Lopes, Rozonda « Chilli » Thomas, Tionne « T-Boz » Watkins, artistes) - Dallas Austin (production) - Alvin Speights & Carlton Lynn (enregistrement et mixage)
- 2001
  - Voodoo de D'Angelo : D'Angelo (artiste) - Russell « The Dragon » Elevado (enregistrement et mixage)
- 2002
  - Songs in A Minor d'Alicia Keys : Alicia Keys (artiste) - Kerry « Krucial » Brothers (ingénieur)
- 2003
  - Voyage to India d'India.Arie : India.Arie (artiste) - Shannon Sanders (production) - Alvin Speights (enregistrement et mixage)
- 2004
  - Dance with My Father de Luther Vandross : Luther Vandross (artiste) - Ray Bardani (enregistrement et mixage)
- 2005
  - The Diary of Alicia Keys d'Alicia Keys : Alicia Keys (artiste) - Ann Mincieli, Anthony Duino & Manny Marroquin (enregistrement et mixage)
- 2006
  - Get Lifted de John Legend : John Legend (artiste) - Anthony Kilhoffer (ingénieur) - Manny Marroquin (enregistrement et mixage)
- 2007
  - The Breakthrough de Mary J. Blige : Mary J. Blige (artiste) - Patrick Dillett (enregistrement et mixage)
- 2008
  - Funk This de Chaka Khan : Chaka Khan (artiste) - Bobby Ross Avila, Issiah J. Avila, James « Big Jim » Wright, James Harris, III & Terry Lewis (production) - Matt Marrin (ingénieur)
- 2009
  - Jennifer Hudson de Jennifer Hudson : Jennifer Hudson (artiste) - Clive Davis & Larry Jackson (production)

### Années 2010
- 2010
  - BLACKsummers'night de Maxwell : Maxwell (artiste, production) - Hod David (production, ingénieur) - Glen Marchese, Jesse Gladstone & Mike Pela (enregistrement et mixage)
- 2011
  - Wake Up! de John Legend & The Roots : John Legend & The Roots (Owen Biddle, Cap'N Kirk Douglas, James Poyser, Ahmir « ?uestlove » Thompson, artistes) - Alex Venguer & Jimmy Douglass (enregistrement et mixage)
- 2012
  - F.A.M.E. de Chris Brown : Chris Brown (artiste) - Brian Springer (enregistrement et mixage)
- 2013
  - Black Radio de Robert Glasper Experiment : Robert Glasper Experiment (Casey Benjamin, Chris Dave, Robert Glasper, Derrick Hodge, artistes) - Keith « Qmillion » Lewis (enregistrement et mixage)
- 2014
  - Girl On Fire d'Alicia Keys : Alicia Keys (artiste, production) - Manny Marroquin & Ann Mincieli (enregistrement et mixage)
- 2015
  - Love, Marriage & Divorce de Toni Braxton & Babyface : Babyface & Toni Braxton (artistes, production) - Paul Boutin (enregistrement et mixage)
- 2016
  - Black Messiah de D'Angelo And The Vanguard : D'Angelo And The Vanguard (D'Angelo, Chris Dave, Kendra Foster, Christopher Jermaine Holmes, Jesse Johnson, Robert Ahrel Lumzy, Pino Palladino, Cleo Sample & Isaiah Sharkey, artistes)
- 2017
  - Lalah Hathaway Live de Lalah Hathaway : Lalah Hathaway (artiste)
- 2018
  - 24K Magic de Bruno Mars : Bruno Mars (artiste) - Shampoo Press & Curl (production) - Serban Ghenea, John Hanes & Charles Moniz (enregistrement et mixage)
- 2019
  - H.E.R. de H.E.R. : H.E.R. (artiste, production) - David « Swagg R'Celius » Harris, Walter Jones & Jeff Robinson (production) - Mikinari Tsutsumi (enregistrement et mixage)

### Années 2020
- 2020
  - Ventura de Anderson .Paak
- 2021
  - Bigger Love de John Legend
- 2022
  - Heaux Tales de Jazmine Sullivan
- 2023
  - Black Radio III de Robert Glasper
- 2024
  - Jaguar II de Victoria Monét
- 2025
  - 11:11 (Deluxe)  de Chris Brown